# Samuel Alphonsus Stritch
Samuel Alphonsius Stritch (17 de agosto de 1887 – 27 de maio de 1958) foi um cardeal católico americano que serviu como Arcebispo de Chicago de 1940 a 1958 e como pró-prefeito da Congregação para a Propagação da Fé de março de 1958 até sua morte dois meses depois. Foi elevado ao cardinalato pelo Papa Pio XII em 1946.

## Infância e  educação
Samuel Stritch nasceu em 17 de agosto de 1887, em Nashville, Tennessee, filho de Garret (Gerard) (1839–1896) e Katherine (nascida O'Malley) Stritch. A família O'Malley imigrou da Irlanda para os Estados Unidos quando Katherine era criança. Eles se estabeleceram em Louisville, Kentucky, onde a família abriu uma pensão. Garret nasceu em Ballyheigue, Kerry, na Irlanda, mas imigrou de Dublin para Louisville em 1879.
Uma vez em Louisville, Garret hospedou-se com a família O'Malley; ele se casou com Katherine em 1880. A família Stritch mudou-se mais tarde para Nashville, Tennessee, onde Garret trabalhou como gerente do Sycamore Mill perto de Ashland City. O segundo mais novo de oito filhos, Samuel tinha dois irmãos e cinco irmãs. Todos eles frequentavam a Igreja da Assunção em Nashville.
Considerado uma criança prodígio, Samuel Stritch terminou o ensino fundamental aos dez anos e o ensino médio aos 14 anos em Nashville. Decidindo se tornar padre, Stritch ingressou em 1901 no Seminário Preparatório St. Gregory em Cincinnati, Ohio, onde obteve o título de Bacharel em Artes em 1903.
O bispo Thomas Byrne de Nashville então enviou Stritch para estudar no Pontifício Ateneu Urbaniano De Propaganda Fide em Roma, durante o qual ele residiu no Pontifício Colégio Norte-Americano. Mais tarde, ele obteve seu doutorado em filosofia e em teologia. Enquanto estava em Roma, Stritch fez amizade com Monsenhor Eugenio Pacelli, que mais tarde se tornou o Papa Pio XII. 

## Sacerdócio
Stritch foi ordenado sacerdote pela Diocese de Nashville pelo Cardeal Pietro Respighi em 21 de maio de 1910, na Basílica de São João de Latrão, em Roma. Aos 22 anos, Stritch estava abaixo da idade exigida para a ordenação, mas o Papa Pio X concedeu-lhe uma dispensa. Ele observou que "Stritch é jovem em anos, mas velho em inteligência. Que ele seja ordenado."
Após o retorno de Stritch aos Estados Unidos, a diocese o designou, em 1911, como pastor da Igreja de São Patrício em Memphis. Byrne o nomeou seu secretário particular em 1913 e chanceler diocesano em 1917. O Vaticano nomeou Stritch como prelado doméstico em maio de 1921.

## Carreira episcopal

### Bispo de Toledo
Em 10 de agosto de 1921, Stritch foi nomeado o segundo bispo de Toledo na América, pelo Papa Bento XV. Ele recebeu sua consagração episcopal na Catedral de São Francisco de Sales em Toledo em 30 de novembro de 1921, do Arcebispo Henry K. Moeller, com os Bispos John Morris e Thomas Molloy servindo como co-consagradores.
Durante seu mandato em Toledo, Stritch fundou o Mary Manse College, uma faculdade feminina em Toledo em 1922. Ele incorporou o ramo diocesano da Catholic Charities em 1923. Stritch lançou a pedra fundamental em 1926 da nova Catedral do Santo Rosário em Toledo.
Enquanto estava em Toledo, Stritch presidiu a confirmação do futuro comediante Danny Thomas. Stritch seria o mentor de Thomas ao longo de sua vida e o incentivou, um nativo do Tennessee, a localizar o St. Jude Children's Research Hospital, a principal instituição de caridade de Thomas, em Memphis, Tennessee.

### Arcebispo de Milwaukee
Após a morte do arcebispo Sebastian Messmer, Stritch foi nomeado o quinto arcebispo de Milwaukee em 26 de agosto de 1930, pelo Papa Pio IX. Stritch sofreu períodos de depressão no início de seu mandato como arcebispo, mas juntou-se aos sentimentos nacionais de otimismo com a eleição de 1932 do presidente dos EUA Franklin D. Roosevelt.
Stritch prestou amplo apoio às vítimas da Grande Depressão. Devido à crise econômica, recusou-se a gastar dinheiro na restauração da Catedral de São João Evangelista, gravemente danificada por um incêndio em 1935, ou do Seminário de São Francisco de Sales. Stritch certa vez comentou: "Enquanto dois centavos forem nossos, um deles pertence aos pobres."
Stritch foi um defensor da Ação Católica, um movimento internacional de leigos, e da Organização da Juventude Católica. Em novembro de 1939, foi eleito presidente da Conferência Nacional de Bem-Estar Católico, a antecessora da Conferência dos Bispos Católicos dos Estados Unidos. Ele também atuou como vice-chanceler da Sociedade de Extensão.
Stritch era um oponente do Reverendo Charles Coughlin, um popular radialista antissemita. Em dezembro de 1939, Stritch escreveu uma carta a um rabino de Milwaukee repreendendo aqueles que:
"...ganhar e manter uma audiência popular, degradar-se e abusar da confiança neles depositada, citando incorretamente, citando pela metade e, na verdade, insinuando meias-verdades."

### Arcebispo de Chicago
Apesar dos protestos de Stritch, o Papa Pio XII o nomeou o quarto arcebispo de Chicago, Illinois, em 27 de dezembro de 1939. Sucedendo o falecido cardeal George Mundelein, Stritch foi formalmente instalado em 3 de janeiro de 1940. Stritch foi a escolha pessoal do Delegado Apostólico Amleto Giovanni Cicognani para o cargo, embora Roosevelt supostamente quisesse o bispo Bernard Sheil em seu lugar.
Em 1943, durante a Segunda Guerra Mundial, Stritch assinou um programa de paz desenvolvido por líderes protestantes, católicos, ortodoxos orientais e judeus americanos. Pio XII o criou como Cardeal-presbítero da Basílica de Sant'Agnese fuori le mura em Roma durante o consistório de 18 de fevereiro de 1946. Como arcebispo de Chicago, Stritch supervisionou o estabelecimento do primeiro capítulo americano da organização Opus Dei, o lançamento do Movimento da Família Cristã e um programa de extensão para a comunidade porto-riquenha.
Em 1952, Stritch fez a invocação na sessão de abertura da Convenção Nacional Democrata de 1952 em Chicago, dizendo: "Hoje enfrentamos uma crise tão grave quanto a de Valley Forge ". Referindo-se aos comunistas e secularistas, Stritch pediu proteção divina contra;
"a agressão daqueles que estão dentro e fora dos sistemas políticos escravizadores e ímpios e daqueles que, consciente ou inconscientemente, procuram tirar-nos as liberdades através da sua defesa do materialismo e do humanismo ímpio."
Em 1954, Stritch emitiu uma carta pastoral exortando os católicos de sua arquidiocese a não comparecerem à assembleia do Conselho Mundial de Igrejas em Evanston, Illinois, escrevendo:
"A Igreja Católica não... participa de nenhuma organização na qual os delegados de muitas seitas se sentam em conselho ou conferência como iguais... Ela não permite que seus filhos se envolvam em nenhuma atividade... baseada na falsa suposição de que os católicos romanos também ainda estão buscando a verdade de Cristo."
A carta pastoral de Stritch contra o ecumenismo consternou várias figuras protestantes e ecumênicas.

### Pró-Prefeito da Congregação para a Propagação da Fé
Em 1 de março de 1958, Pio XII nomeou Stritch como pró-prefeito da Congregação para a Propagação da Fé em Roma.

## Morte
Em maio de 1958, enquanto estava em Roma, Stritch sofreu um coágulo sanguíneo no braço direito. Os cirurgiões da Clínica Sanatrix na cidade foram forçados a amputar o braço acima do cotovelo. Em 19 de maio, Stritch sofreu um derrame. Ele morreu oito dias depois, aos 70 anos.
Depois de ser sepultado no Pontifício Colégio Norte-Americano em Roma e depois na Catedral do Santo Nome em Chicago, os restos mortais de Stritch foram enterrados no Mausoléu dos Bispos no Cemitério do Monte Carmelo em Hillside, Illinois, em 3 de junho.